# Zoopage virgispora
Zoopage virgispora är en svampart som beskrevs av Drechsler 1947. Zoopage virgispora ingår i släktet Zoopage och familjen Zoopagaceae.   Inga underarter finns listade i Catalogue of Life.